# 斯托爾斯波嫩冰原島峰
72°0′S 3°56′E / 72.000°S 3.933°E
斯托爾斯波嫩冰原島峰，是南極洲的冰原島峰，位於毛德皇后地的瑪塔公主海岸，屬於穆利格-霍夫曼山脈的一部分，挪威製圖師根據該國的測量和空中照片繪入地圖，現時由南極條約體系管理。